# 28 iulie
ianuarie • februarie • martie  • aprilie  • mai  • iunie  • iulie  • august  • septembrie  • octombrie  • noiembrie  • decembrie
28 iulie este a 209-a zi a calendarului gregorian și a 210-a zi în anii bisecți. Mai sunt 156 de zile până la sfârșitul anului.

## Evenimente

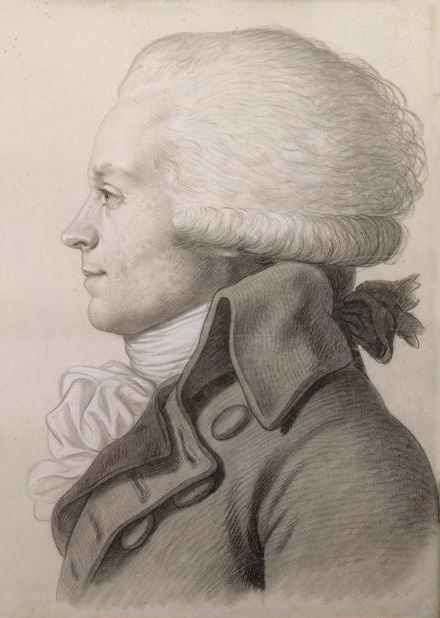
1794: Execuția lui Robespierre marchează sfârșitul Regimului Terorii.

- 1468: Tratatul moldo-polon. Cazimir al IV-lea s-a obligat să nu adăpostească nici un pretendent la tronul Moldovei.
- 1540: Cancelarul britanic Thomas Cromwell este executat din ordinul regelui Henric al VIII-lea fiind acuzat de trădare. În aceeași zi, Henric al VIII-lea se căsătorește cu cea de-a cincea soție, Catherine Howard.
- 1794: Revoluția franceză: Execuția lui Robespierre împreună cu Saint-Just, Couthon și alți 19 adepți ai celui supranumit "Incoruptibilul".
- 1808: Mahmud al II-lea a devenit sultan al Imperiului Otoman și calif al Islamului.
- 1821: Peru își declară independența față de Spania.
- 1868: A fost ratificat cel de-al 14-lea amendament al Constituției SUA, prin care populația afro-americană poate beneficia de cetățenie.
- 1914: Primul război mondial: Austro-Ungaria a declarat război Serbiei, fapt care a marcat începutul primului război mondial (1914-1918).
- 1965: Războiul din Vietnam: Președintele american Lyndon B. Johnson anunță creșterea numărului de trupe americane în Vietnamul de Sud de la 75.000 la 125.000.
- 1976: Cutremur devastator în Tangshan/China. Peste 250.000 de victime. Este considerată cea mai mare catastrofă seismică.
- 1984: Ceremonia de deschidere a Jocurilor Olimpice de la Los Angeles.
- 2001: Australianul Ian Thorpe devine primul înotător care a câștigat șase medalii de aur la un singur Campionat Mondial.
- 2004: Alpinistul timișorean Horia Colibășanu devine primul român care a escaladat vârful himalayan K2.[1]

## Nașteri
- 1522: Margareta de Parma, fiica naturală a regelui Carol I Quintul
- 1609: Judith Leyster, pictor olandez al barocului
- 1777: Wilhelm al II-lea, Elector de Hesse (d. 1847)

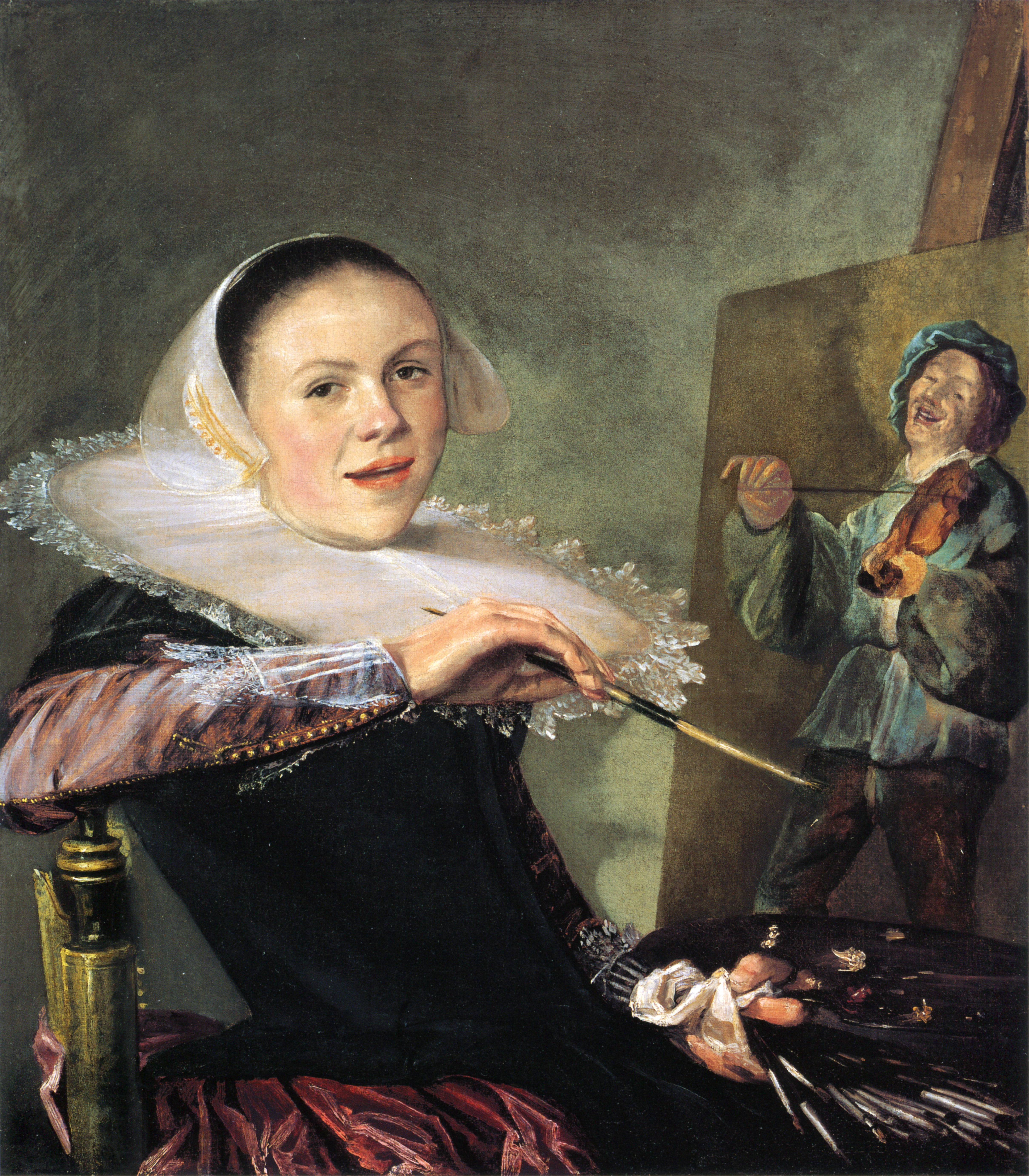
Judith Leyster, pictor olandez
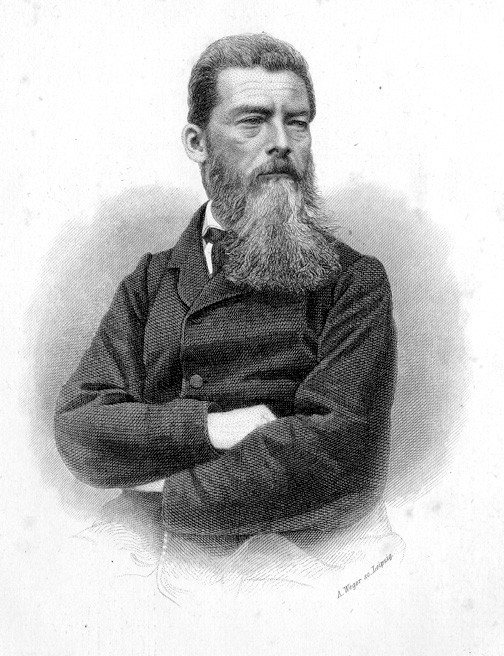
Ludwig Feuerbach, filosof german
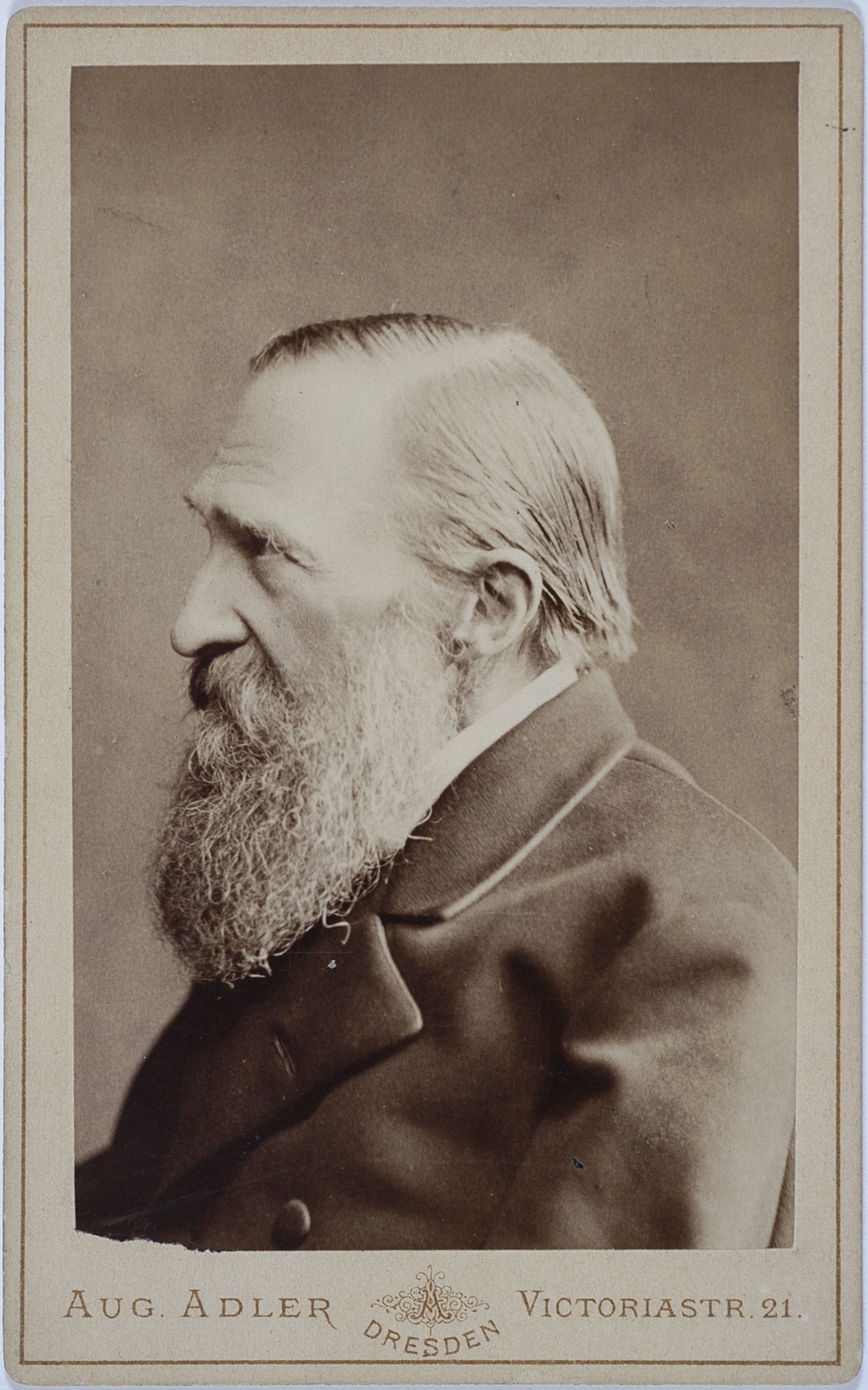
Józef Ignacy Kraszewski, scriitor polonez

- 1804: Ludwig Feuerbach, filosof german, unul din precursorii marxismului (d. 1872)
- 1812: Józef Ignacy Kraszewski, scriitor polonez (d. 1887)
- 1840: Edward Drinker Cope, paleontolog american (d. 1897)
- 1854: Victor Babeș, medic bacteriolog român (d. 1926)
- 1860: Marea Ducesă Anastasia Mihailovna a Rusiei (d. 1922)
- 1866: Beatrix Potter, scriitoare engleză (d. 1943)
- 1867: Charles Dillon Perrine, astronom americano-argentinian (d. 1951)
- 1887: Marcel Duchamp, pictor francez (d. 1968)
- 1892: Philippe Cattiau, scrimer francez (d. 1962)
- 1902: Karl Popper, filosof englez de origine austriacă (d. 1994)
- 1904: Pavel Alexeevici Cerenkov, fizician sovietic, laureat al Premiului Nobel (d. 1990)
- 1915: Charles Hard Townes, fizician american, laureat Nobel (d. 2015)
- 1924: Luigi Musso, pilot italian (d. 1958)
- 1929: Jacqueline Kennedy Onassis, soția președintelui american John F. Kennedy (d. 1994)
- 1941: Riccardo Muti, muzician și dirijor italian
- 1945: Rick Wright, muzician britanic (d. 2008)

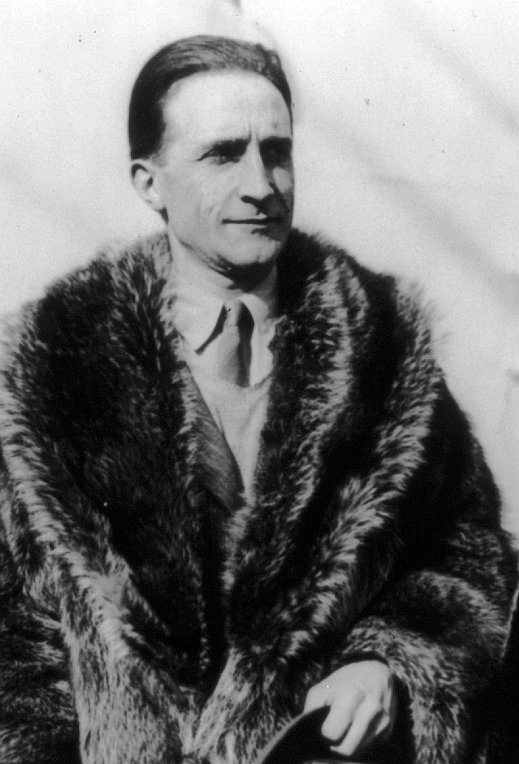
Marcel Duchamp, pictor francez
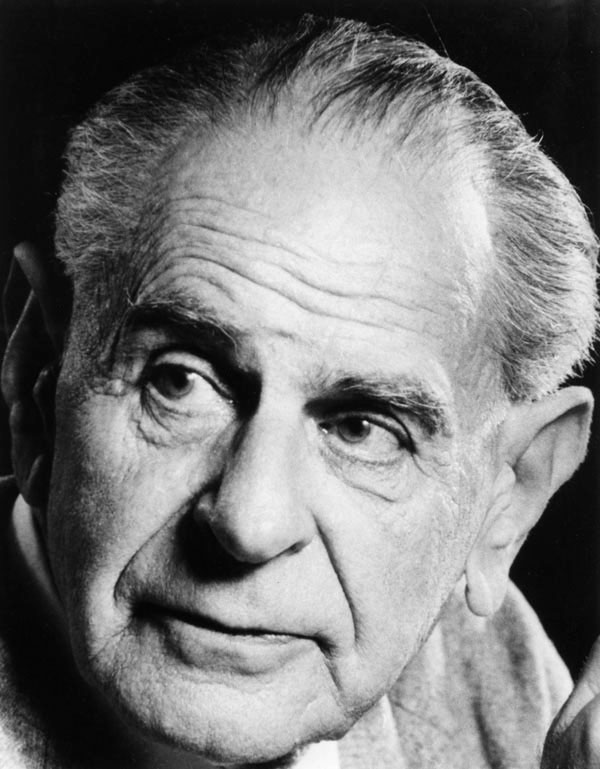
Karl Popper, filosof englez
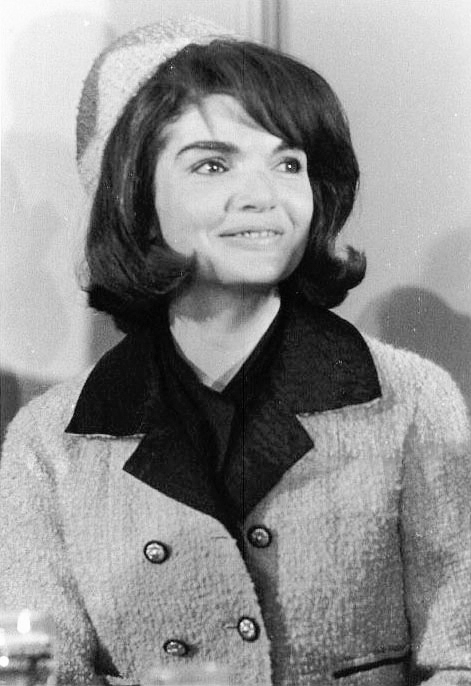
Jacqueline Kennedy Onassis

- 1946: Linda Kelsey, actriță americană
- 1949: Ioana Pavelescu, actriță română de teatru și film
- 1951: Santiago Calatrava, arhitect spaniol, artist și inginer constructor
- 1952: Vajiralongkorn, rege al Thailandei
- 1954: Hugo Chávez, președinte de stat venezuelian (d. 2013)
- 1954: Steve Morse, muzician american
- 1955: Vasile Andrei, sportiv român
- 1955: Ioana Pavelescu, actriță română
- 1961: Yannick Dalmas, pilot francez
- 1970: Michael Amott, chitarist suedez
- 1974: Alexis Tsipras, politician grec
- 1975: Imke Duplitzer, scrimeră germană
- 1976: Carol-Eduard Novak, ciclist paralimpic rutier și de pistă de etnie maghiară din România
- 1981: Michael Carrick, fotbalist englez
- 1987: Pedro Rodríguez Ledesma, fotbalist spaniol
- 1989: Albin Ekdal, fotbalist suedez
- 1990: Soulja Boy, rapper american

## Decese
- 0450: Teodosiu al II-lea, împărat bizantin (n. 401)
- 1057: Papa Victor al II-lea (n. 1018)
- 1655: Cyrano de Bergerac, poet, eseist și dramaturg francez (n. 1619)
- 1723: Mariana Alcoforado, călugăriță, scriitoare portugheză (n. 1640)
- 1741: Antonio Vivaldi, compozitor italian (n. 1678)
- 1750: Johann Sebastian Bach, compozitor și organist german (n. 1685)
- 1794: Maximilien Robespierre, lider al Revoluției franceze (ghilotinat) (n. 1758)
- 1794: Louis Antoine Saint-Just, om politic francez (n. 1767)

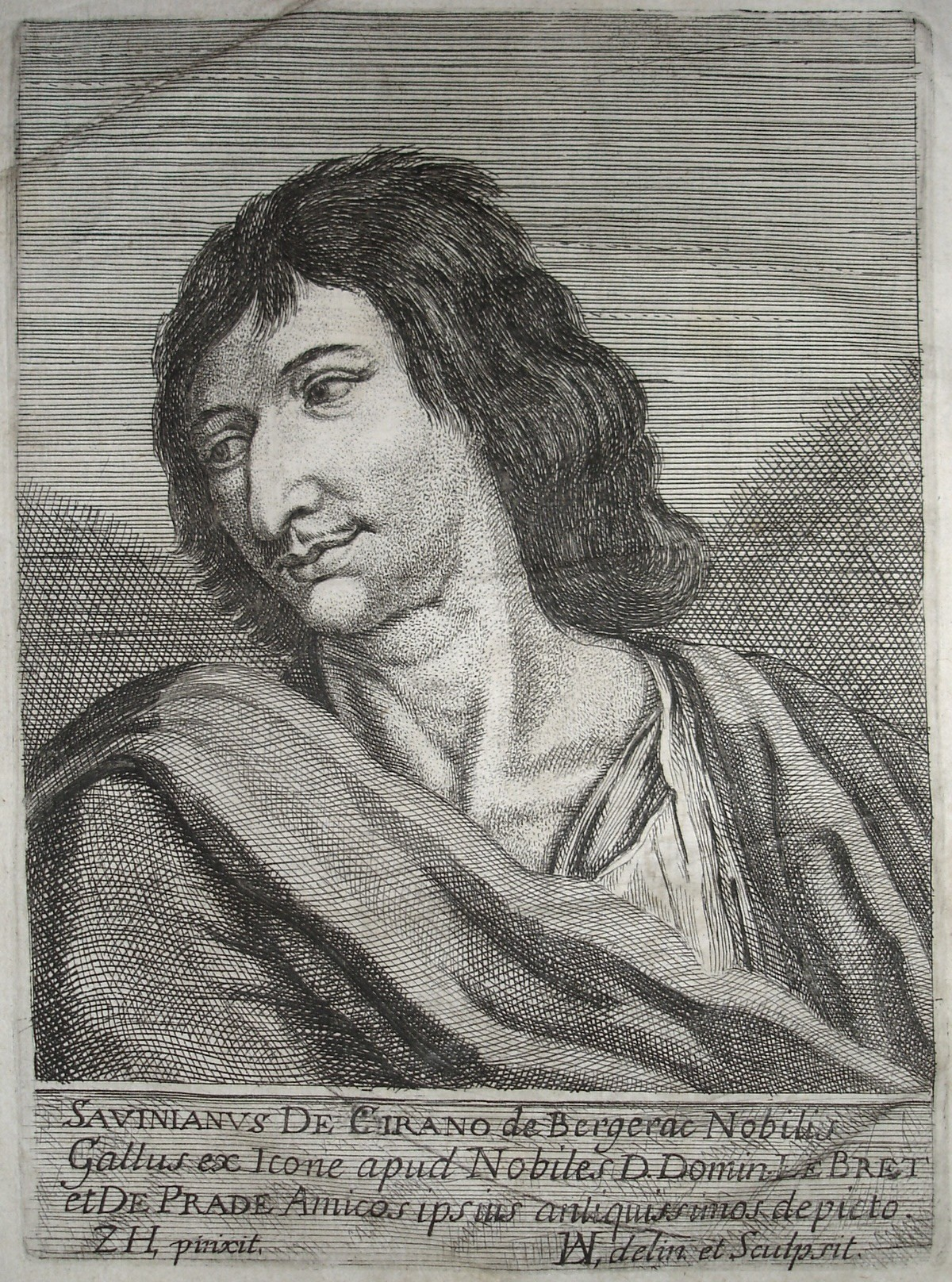
Cyrano de Bergerac, poet, eseist și dramaturg francez
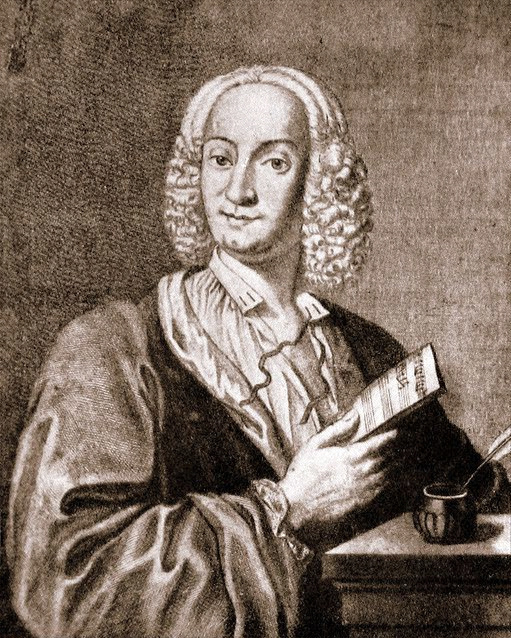
Antonio Vivaldi, compozitor italian
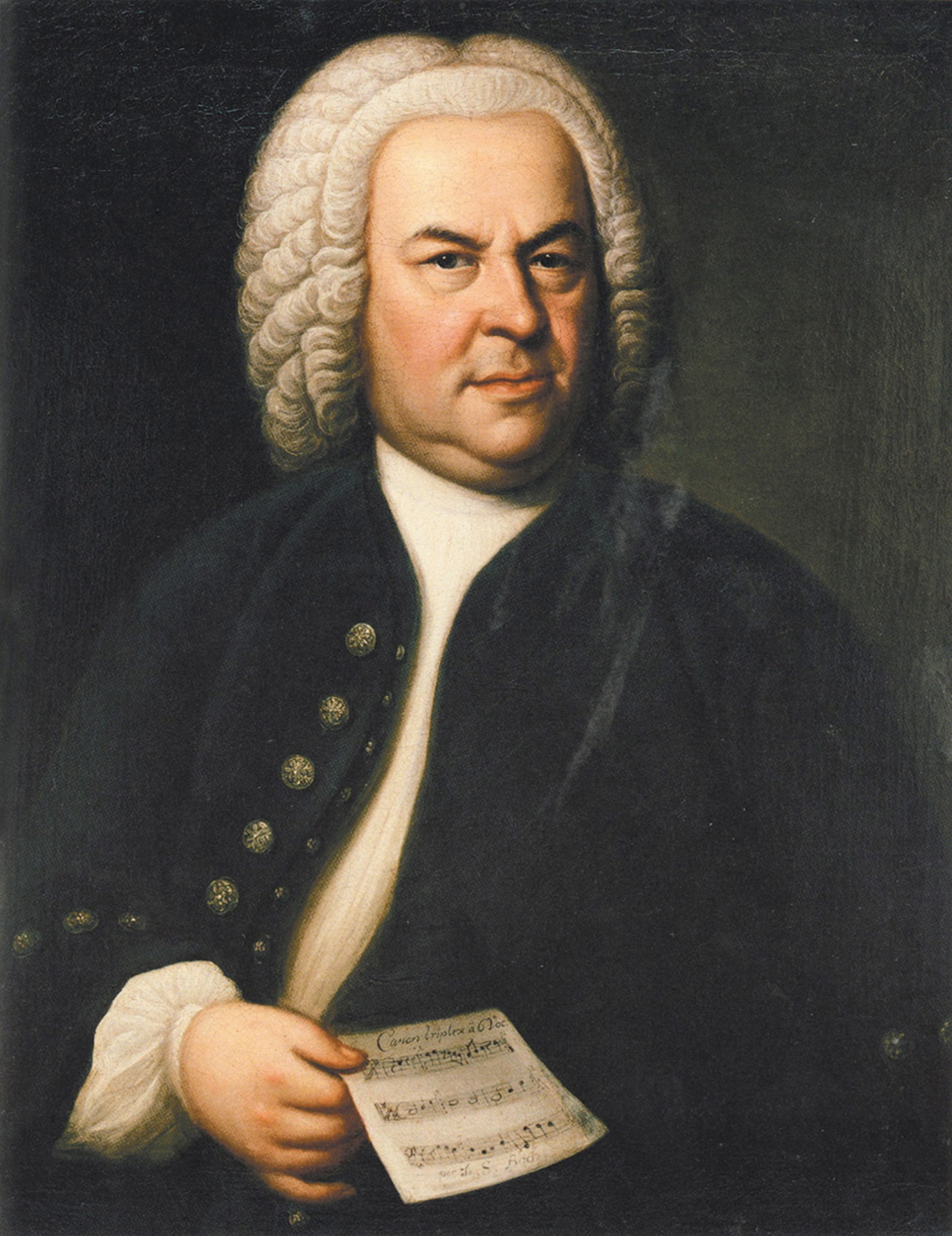
Johann Sebastian Bach, compozitor și organist german

- 1818: Gaspard Monge, matematician francez, creatorul geometriei descriptive (n. 1746)
- 1835: Édouard Adolphe Casimir Joseph Mortier, mareșal francez (n. 1768)
- 1842: Clemens Brentano, poet german (n. 1778)
- 1844: Joseph Bonaparte, fratele mai mare al lui Napoleon și rege al Spaniei (n. 1768)
- 1849: Carol Albert, rege al Sardiniei (n. 1798)
- 1869: Jan Evanghelista Purkinje, biolog și fiziolog ceh (n. 1787)
- 1879: Wilhelm de Mecklenburg-Schwerin, membru al Casei de Mecklenburg-Schwerin (n. 1827)
- 1895: Marie Louise Charlotte de Hesse-Kassel, membră a Casei de Ascania (n. 1814)
- 1933: Zoltán Adorjáni, scriitor, poet maghiar din Transilvania (n. 1880)
- 1934: Marie Dressler, actriță canadiană, laureată Oscar (n. 1868)
- 1942: Sir William Matthew Flinders Petrie, arheolog englez (n. 1853)
- 1945: Leon Ghelerter, medic român (n. 1873)
- 1946: Max Arnold (Max Wechsler), pictor român (n. 1897)
- 1963: Eiko Miyoshi, actriță japoneză (n. 1894)
- 1968: Otto Hahn, chimist german, laureat al Premiului Nobel (n. 1879)
- 1969: Ramón Grau, președinte cubanez (n. 1882)
- 1970: Sir John Barbirolli, dirijor englez de origine italiană (n. 1899)
- 1970: Costin Nenițescu, chimist român (n. 1902)
- 2004: Francis Crick, om de știință englez, laureat al Premiului Nobel (n. 1916)
- 2012: Mihail Lupoi, om politic român (n. 1953)
- 2019: Monica Ghiuță, actriță română de teatru și film (n. 1940)

## Sărbători
Ziua mondială de luptă împotriva hepatitei
- Sfântul Apostol și diaconul Prohor, Nicanor, Timon și Parmena (calendar ortodox)
- Peru—Sărbătoare națională, Proclamarea independenței (1821)